# 1990 en Suisse
Chronologie de la Suisse
- 1986
- 1987
- 1988
- 1989
- 1990
- 1991
- 1992
- 1993
- 1994

## Gouvernement au1erjanvier 1990
- Conseil fédéral[1]:
  - Arnold Koller PDC, président de la Confédération
  - Flavio Cotti PDC, vice-président du Conseil fédéral
  - Otto Stich PSS
  - Kaspar Villiger PRD
  - Adolf Ogi UDC
  - Jean-Pascal Delamuraz PRD,
  - René Felber PSS,

## Événements

### Janvier
Mercredi 17 janvier
- Décès du peintre Albert Chavaz.

 Mardi 30 janvier 
- Après 27 ans de procédures juridiques, M. Henri-Louis Fentener pourra habiter la villa qu’il avait fait construire à Saint-Sulpice (Vaud) en 1960 et qui dépassait de quarante centimètres la hauteur prescrite. Cette affaire avait été déclenchée par la plainte d’un propriétaire voisin.

### Février
Samedi 3 février 
- Visite officielle de Carlos Salinas de Gortari, président du Mexique.

 Lundi 5 février 
- Visite officielle de Wojciech Jaruzelski, président de la République de Pologne.

 Samedi 10 février 
- Arrestation au Brésil de l’escroc jurassien André Plumey.

 Vendredi 16 février 
- Collision entre un express international et une composition de service à Saxon (Valais). L’accident entraîne la mort de trois passagers.

 Vendredi 23 février 
- Inculpées de violation du secret de fonction, l'ex-conseillère fédérale Elisabeth Kopp et ses deux collaboratrices Katharina Schoop et Renate Schwob ont été acquittées par le Tribunal fédéral.

### Mars
Samedi 3 mars 
- Plus de 30 000 personnes manifestent à Berne pour En finir avec l'État policier, réclamant un accès aux fichiers de la Confédération et l'abolition de la police politique. Quelques casseurs provoquent des incidents en forçant l'entrée du Ministère public de la Confédération et en mettant le feu à une banque et à des voitures.

 Dimanche 4 mars 
- Élections cantonales dans le canton de Vaud. Jacques Martin (PRD), Marcel Blanc (UDC), Claude Ruey (PLS), Pierre Cevey (PRD), Philippe Pidoux (PRD), Daniel Schmutz (PSS) et Pierre Duvoisin (PSS) sont élus au Conseil d’État lors du 1er tour de scrutin.

 Jeudi 8 mars 
- Pour la quatrième fois de son histoire, le HC Lugano devient champion de Suisse de hockey-sur-glace.

 Dimanche 11 mars 
- Élections cantonales dans le canton des Grisons. Joachim Caluori (PDC), Christoffel Brändli (UDC) et Luzi Bärtsch (UDC) sont élus au Conseil d’État lors du 1er tour de scrutin.

 Jeudi 15 mars 
- Grève à la Tribune de Genève. La parution du journal est interrompue durant six jours.

 Dimanche 18 mars 
- Élections cantonales dans le canton de Glaris. Kaspar Rhyner (PRD), Fritz Weber (PRD), de Jules Landolt (PDC), démocrate-chrétien, Christoph Stüssi (UDC), Kaspar Zimmermann (UDC), Werner Marti (PSS) et Rudolf Gisler (PDC) sont élus au Conseil d’État lors du 1er tour de scrutin.

 Dimanche 25 mars 
- Braquage au siège de l’Union de banques suisses à Genève. 31,3 millions de francs sont emportés par les braqueurs, qui seront arrêtés à fin mai.

### Avril
Dimanche 1er avril 
- Votations fédérales. Le peuple rejette, par 1 255 175 non (71,5 %) contre 500 605 oui (28,5 %), l'initiative populaire « Halte au bétonnage - pour une stabilisation du réseau routier »
- Votations fédérales. Le peuple rejette, par 1 175 333 non (67,3 %) contre 571 640 oui (32,7 %), l'initiative populaire « pour une région sans autoroute entre Morat et Yverdon »
- Votations fédérales. Le peuple rejette, par 1 197 678 non (68,6 %) contre 547 353 oui (31,4 %), l'initiative populaire « pour un district du Knonau sans autoroute »
- Votations fédérales. Le peuple rejette, par 1 147 434 non (66,0 %) contre 592 231 oui (34,0 %), l'initiative populaire « contre la construction d'une autoroute entre Bienne et Soleure / Zuchwil »
- Votations fédérales. Le peuple rejette, par 881 601 non (53,3 %) contre 771 186 oui (46,7 %), l’arrêté fédéral sur la viticulture.
- Votations fédérales. Le peuple rejette, par 862 524 non (52,6 %) contre 775 870 oui (47,4 %), la modification de la loi fédérale d'organisation judiciaire.
- Élections cantonales dans le canton des Grisons. Aluis Maissen (PDC) et Peter Aliesch (PRD) sont élus au Conseil d’État lors du 2e tour de scrutin.

 Jeudi 5 avril 
- Début de la construction de la place d'armes de Neuchlen-Anschwilen, au-dessus de Gossau. Des opposants s’installent à proximité du chantier pour tenter d’empêcher les travaux.

 Jeudi 19 avril 
- Le groupe de télécommunications ASCOM, à Berne, annonce 1 000 licenciements.

 Mardi 24 avril 
- L’opposant iranien Kazem Radjavi est abattu à proximité de son domicile, à Coppet.

 Dimanche 29 avril 
- Élections cantonales dans le canton de Berne. Peter Schmid (UDC), Peter Siegenthaler (UDC), Ueli Augsburger (UDC), Peter Bärtschi (PSS), Peter Widmer (PRD), Hermann Fehr (PSS) et Mario Annoni (PRD) sont élus au Conseil d’État lors du 1er tour de scrutin.

### Mai
Vendredi 9 mai 
- Inauguration du premier tronçon de Rail 2000, entre Cham et Zoug.

 Lundi 14 mai 
- Visite officielle de Giulio Andreotti, président du Conseil italien.

 Dimanche 27 mai 
- Le Réseau express régional de Zurich, connu sous le nom de "S-Bahn", est mis en service sur 380 km de voies ferrées.

 Mercredi 30 mai 
- Le FC Grasshopper s’adjuge, pour la vingt-et-unième fois de son histoire, le titre de champion de Suisse de football.

 Jeudi 31 mai 
- Décès de Willy Spühler, ancien conseiller fédéral.

### Juin
Vendredi 1er juin 
- Inauguration, à Moléson-sur-Gruyères, d’un chalet comprenant une fromagerie d'alpage à vocation touristique et un commerce de produits régionaux.

 Vendredi 22 juin 
- L’Irlandais Sean Kelly remporte le Tour de Suisse cycliste

### Juillet
Lundi 2 juillet 
- José Ribeaud succède à François Gross comme rédacteur en chef de La Liberté, à Fribourg.

### Août
Samedi 18 août 
- L’unique gagnant de la loterie à numéros empoche plus de 18 millions de francs. Il s’agit de la plus grosse somme encaissée jusqu’ici par un pronostiqueur.

 Samedi 24 août 
- Décès à Payerne (VD), à l’âge de 91 ans, de l’écrivain Henri Perrochon.

### Septembre
Jeudi 6 septembre 
- Inauguration du Centre suisse des paraplégiques à Nottwil.

 Mardi 11 septembre 
- Visite officielle de Joaquim Chissano, président du Mozambique.
- Décès de la journaliste alémanique Iris von Roten-Meyer.

 Mercredi 20 septembre 
- Visite officielle de Margaret Thatcher, Premier ministre du Royaume-Uni.

 Dimanche 23 septembre 
- Votations fédérales. Le peuple rejette, par 915 739 non (52,9 %) contre 816 289 oui (47,1 %), l'initiative populaire « pour un abandon progressif de l'énergie atomique ».
- Votations fédérales. Le peuple approuve, par 946 077 oui (54,5 %) contre 789 209 non (45,5 %), l'initiative populaire « Halte à la construction de centrales nucléaires (moratoire) ».
- Votations fédérales. Le peuple approuve, par 1 214 925 oui (71,1 %) contre 493 841 non (28,9 %), l’article constitutionnel sur l'énergie.
- Votations fédérales. Le peuple approuve, par 899 051 oui (52,8 %) contre 803 621 non (47,2 %), la modification de la loi fédérale sur la circulation routière.

 Mardi 25 septembre 
- Décès de l’ancien conseiller d’État genevois André Chavanne.

### Octobre
Mercredi 10 octobre 
- 5000 employés des transports publics et fonctionnaires du canton et de la ville de Genève observent un arrêt de travail d'une demi-journée pour protester contre la décision des autorités de supprimer une allocation de rattrapage de l'inflation.

 Mercredi 17 octobre 
- Visite officielle du prince Hans-Adam II de Liechtenstein et de son épouse Marie Aglaé.

 Dimanche 21 octobre 
- Élections cantonales dans le canton du Jura. François Lachat est le seul élu au gouvernement lors du 1er tour de scrutin.

### Novembre
Jeudi 1er novembre 
- Un premier cas d'encéphalite bovine spongiforme, dite maladie de la vache folle, est découvert en Suisse, après l'examen du cerveau d'une vache à lait du Jura bernois.

 Dimanche 4 novembre 
- Élections cantonales dans le canton du Jura. Pierre Boillat (PDC), Gaston Brahier (PRD), Jean-Pierre Beuret (PCSI) et François Mertenat (PSS) sont élus au gouvernement lors du 2e tour de scrutin.

 Mardi 13 novembre 
- Plus de 10 000 paysans suisses, allemands et français manifestent à Genève contre les accords du GATT.

 Mercredi 14 novembre 
- Un DC-9 d’Alitalia s'écrase en approchant l’aéroport de Zurich-Kloten. Les 46 occupants de l’appareil sont tués.

 Vendredi 16 novembre 
- Vernissage à la Fondation Pierre Gianadda à Martigny (VS), de l’exposition Camille Claudel.

 Jeudi 22 novembre 
- Visite officielle du président tchécoslovaque Václav Havel.

 Vendredi 23 novembre 
- Une commission d’enquête parlementaire révèle l’existence d’une armée secrète, sous le nom de code P26, et d’un service secret de renseignements, le P27, qui effectue des missions de surveillance à l’intérieur du pays.

 Lundi 26 novembre 
- Décès de Ludwig von Moos, ancien conseiller fédéral.

 Mardi 27 novembre 
- Dans un arrêt, le Tribunal fédéral oblige le canton d'Appenzell Rhodes-Intérieures d'accorder le droit de vote aux femmes au niveau cantonal. Jusqu’alors, ce canton avait toujours refusé ce droit.

### Décembre
Samedi 1er décembre 
- Recensement fédéral de la population. La Suisse compte 6 873 687 habitants.

 Dimanche 2 décembre 
- Élections complémentaire en Argovie. Thomas Pfisterer (PRD) est élu au Conseil d’État lors du 1er tour de scrutin.

 Vendredi 14 décembre 
- Décès de l’écrivain Friedrich Dürrenmatt.
- Inauguration du pont des Gorges de la Dala dans le Valais, entre Loèche et Varonne.